# Pörtom

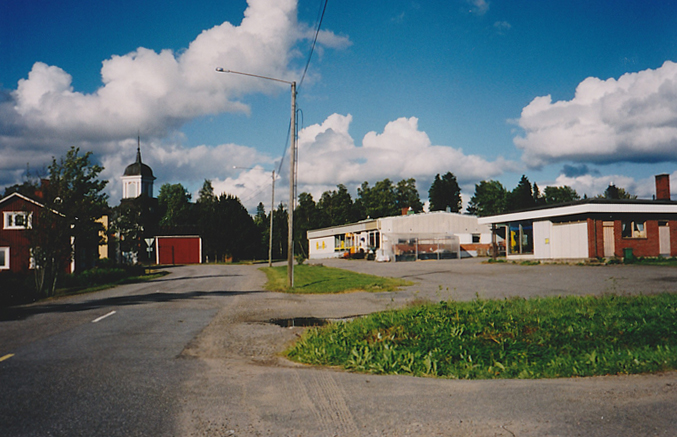
Pörtom by innan nedläggningen av matvaruaffären Pörtom Handlin.

Pörtom (finska Pirttikylä) är en by och en före detta kommun i Österbotten. Området har numera delats mellan Malax och Närpes kommuner. I Pörtom finns[när?] cirka 900 invånare.

## Historia
Under medeltiden tillhörde Pörtom Kyro socken. Mellan 1555 och 1859 hörde Pörtom till Närpes församling. Församlingen blev självständig år 1859, och senare en del av Närpes kyrkliga samfällighet år 1977. Pörtom blev återigen en del av Närpes församling år 2014, men är från och med 2015 en kapellförsamling.  
Pörtom förblev en liten och isolerad by fram till 1700-talet. All bosättning med bara ett tiotal gårdar var koncentrerad till en bytomt vid Lillåns utlopp i Närpes å. Betydande reformer och en stor expansion skedde under senare delen av 1700-talet som blev tongivande för det moderna Pörtom. Storskiftet ledde till ett effektivare jordbruk och kyttlandsbränningen möjliggjorde att myrmarker kunde odlas upp till åker. Bebyggelsen expanderade genom hemmansklyvningar, utflyttningar och nybyggen. Den nya raka landsvägen byggdes 1777 vilket satte Pörtom i ett fördelaktigt kommunikationsläge. Den nuvarande kyrkan uppfördes på 1780-talet. Snart därefter grundlades Berga glasbruk vilket bland annat ledde till inflyttning från Sverige. Pörtom blev en självständig kommun på 1860-talet.  
Pörtom uppgick i Närpes kommun 1 januari 1973. Norra delen överfördes till Malax kommun 1975. 

## Geografi
Huvuddelen av Pörtom ligger i övre delen av Närpes ådal. Delar av socknen ligger inom Malax och Petalax åars avrinningsområden. Landskapet har en flack profil. Pörtom ligger 20–90 meter över havet, ca 20 km från Bottniska viken. Orten genomkorsas av riksväg 8, kallad "Riksåttan". Landskapet utgörs av åker- och skogsmark.  
Bydelar och gårdsgrupper i Pörtom utgörs av Centrum/kyrkbyn, Östra byn, Soldatängen, Syrmossbacken, Sidbäck, Älgmossen, Korpbäcken, Pilkbacken, Luomanpää, Piparsidan, Sommarback, Mattlars, Ryttås, Brännback, Laplom, Pörtbäck, Södra byn, Hag, Pellasback, Bruksbacken, Stubbhagen, Högbacken, Sarne, Dalbacken, Dalbo, Västerback, Brännskogen, Velkmossen och Nojärv. I Norra Pörtom finns Norrback, Nordbäck, Alholm, Svarvar, Granholm, Johannesdal, Rainebäck, Rönnholm och Björknäs. Numera öde är Höusne, Långåsgrind och Korpskogen.

## Näringsliv

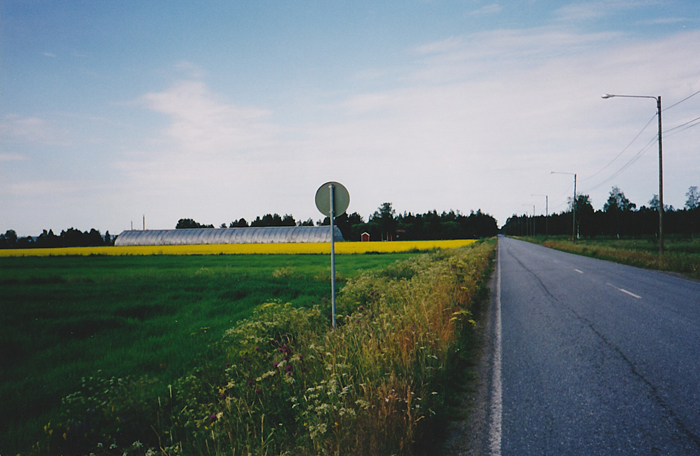
Vasavägen i Pörtom.

I byn finns år 2017 bland annat en bensinstation (Pörteborg / Neste), kyrka, lågstadieskola, hembygdsmuseum och ålderdomshem. Det finns också en hälsostation, bibliotek, apotek, gym och simbassäng, samt ett antal gårdsbutiker. Det finns också ett föreningsliv, där bland annat Pörtom hembygdsförening ingår. Dock har allt mer service försvunnit från Pörtom under 2010-talet. Sedan matvarubutiken Pörtom Handlin lades ned år 2016, finns en del matvaror att köpas i servicestationen Pörteborg. Aktia bank stängde sitt kontor i Pörtom i maj 2017.
Pörtom kyrka byggdes 1783. I kyrkan finns 500 sittplatser. Antalet församlingsmedlemmar i Pörtom är ca. 830 personer.  Invid kyrkan finns ett minnesmonument och gravar för de 75 pörtombor som stupade i krigen mellan 1939 och 1944. På gravgården finns även ett monument för fyra pörtombor som stupade år 1918.

## Ortnamn
Namnet Pörtom kommer från det finska ordet "pirtti", som betyder "pörte, rökstuga, skorstenslöst hus". Det är troligt att det funnits flera pörten i området, då dativformen -om är en pluralform. Enligt traditionen har orten fått sitt namn från ett pörte som funnits vid Närpesåns och Lillåns sammanflöde.

## Språk och dialekt
Majoriteten av invånarna i Pörtom talar svenska med pörtomsdialekt. Ett exempel på pörtomsdialekt:
"Nä nu sess ja på hjule å far häim" som betyder "Nej nu sätter jag mig på cykeln och åker hem".  
Exempel på gamla ordspråk och uttryck:   
- Flyg int na höger än vingan bjer (flyg inte högre än vingarna bär)  
- Stor i olen, men litin på jolen (stor i orden, men liten på jorden)  
- Hon som int jäter se mett, släiker int se mett (hon som inte äter sig mätt, slickar sig inte mätt)  
- Langt som e fatiår (långt som ett fattigår)